# Antiblemma albizonea
Antiblemma albizonea är en fjärilsart som beskrevs av George Francis Hampson 1924. Antiblemma albizonea ingår i släktet Antiblemma och familjen nattflyn. Inga underarter finns listade i Catalogue of Life.